# Tramway de Metz
 (novembre 2024).
Si vous disposez d'ouvrages ou d'articles de référence ou si vous connaissez des sites web de qualité traitant du thème abordé ici, merci de compléter l'article en donnant les références utiles à sa vérifiabilité et en les liant à la section « Notes et références ».
Le tramway de Metz est un réseau de transports en commun par tramway en service à Metz durant la première moitié du XXe siècle.

Carte animée de l'évolution des infrastructures ferroviaires de l'agglomération de Metz, dont celle du tramway, de 1870 à nos jours.

## Histoire
La Société des tramways messins met en service un réseau de tramways à chevaux dont la première ligne ouvre en décembre 1875.
L’électrification du réseau est envisagée et une nouvelle société d’origine allemande la Metzer Strassenbahn Gesellschaft (compagnie des tramways de Metz) est fondée en 1900. Elle rachète en 1902 les actifs de la Société des tramways messins devenue Metzer Trambahn Gesellschaft.
Le réseau se développe jusque dans les années 1920. Les tramways commencent à être remplacés dès 1947 par des trolleybus. Le dernier tramway circule le 15 août 1948.

## Infrastructure
En 1914, le réseau comportait 7 lignes :
- ligne 1 : Montigny - Moulins ;
- ligne 2 : Devant-les-Ponts - Rue Franiatte ;
- ligne 3 : Esplanade - Centrale électrique ;
- ligne 4 : Metz-Nord - Cimetière de l'Est ;
- ligne 5 : Esplanade - Queuleu ;
- ligne 6 : Montigny - Sablon ;
- ligne 7 : Usine à Gaz - Gare centrale.

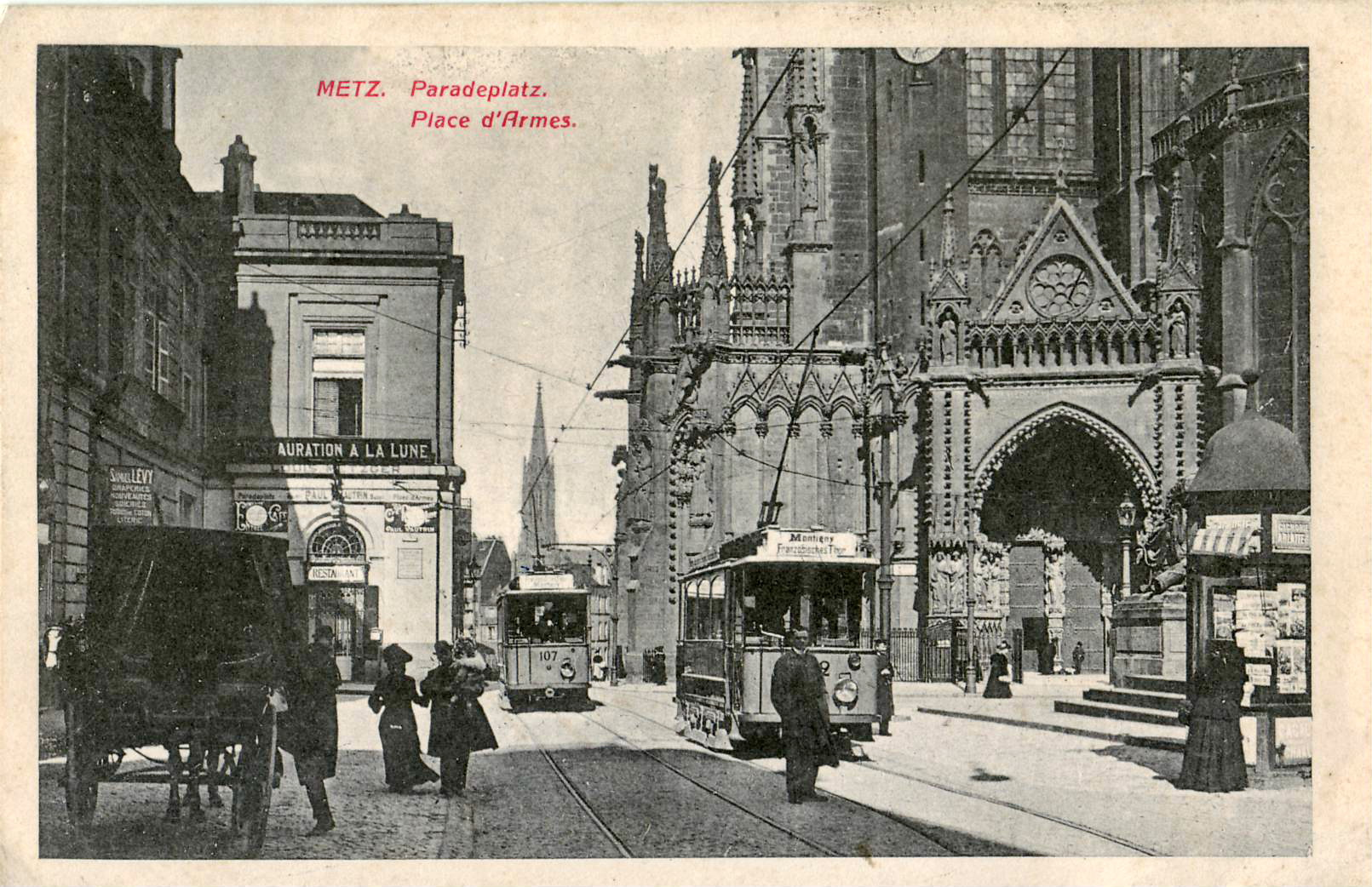
Tramway devant la Cathédrale, avant la Première Guerre mondiale
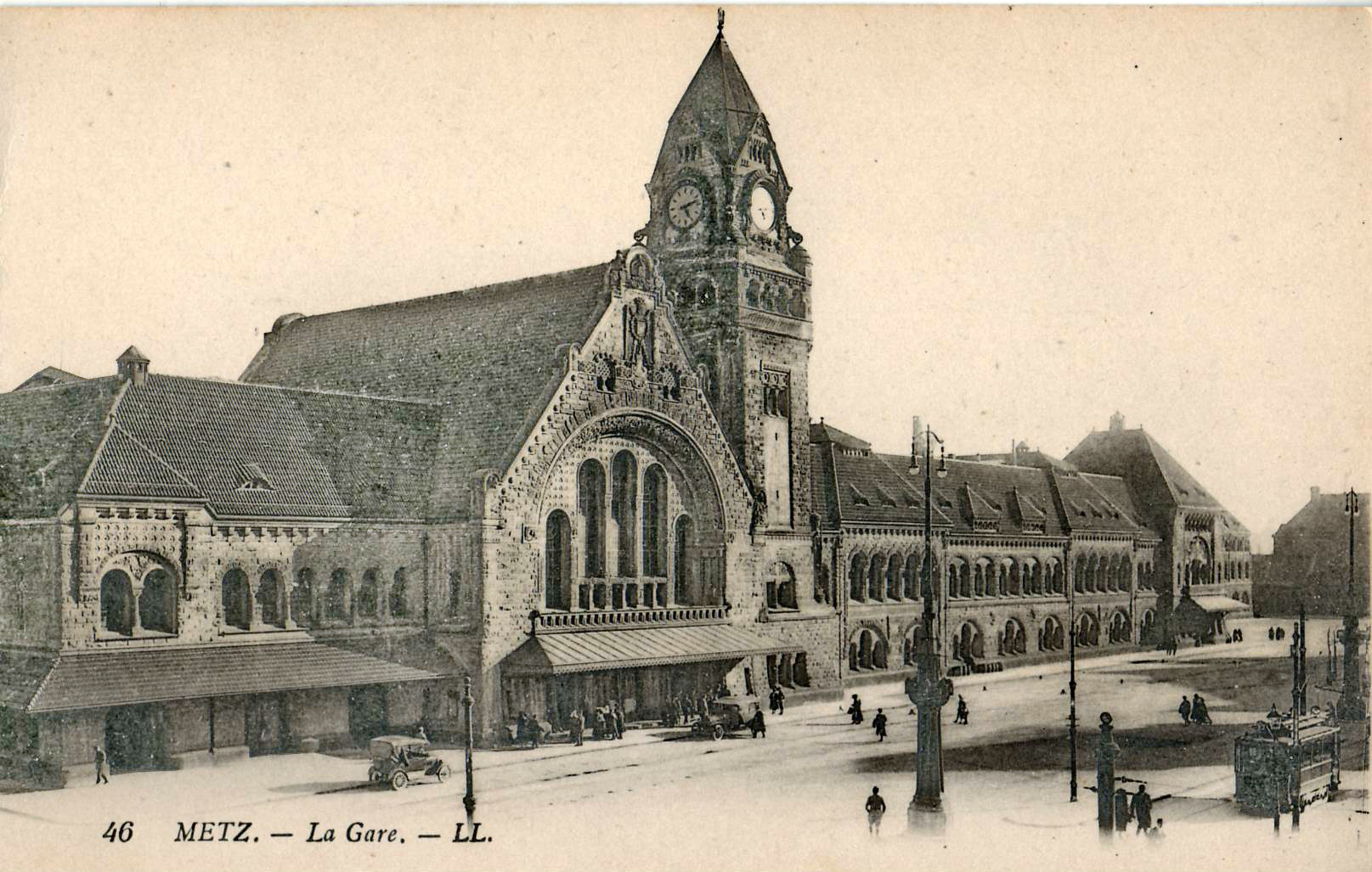
Tramway devant la gare de Metz, dans l'entre-deux-guerres
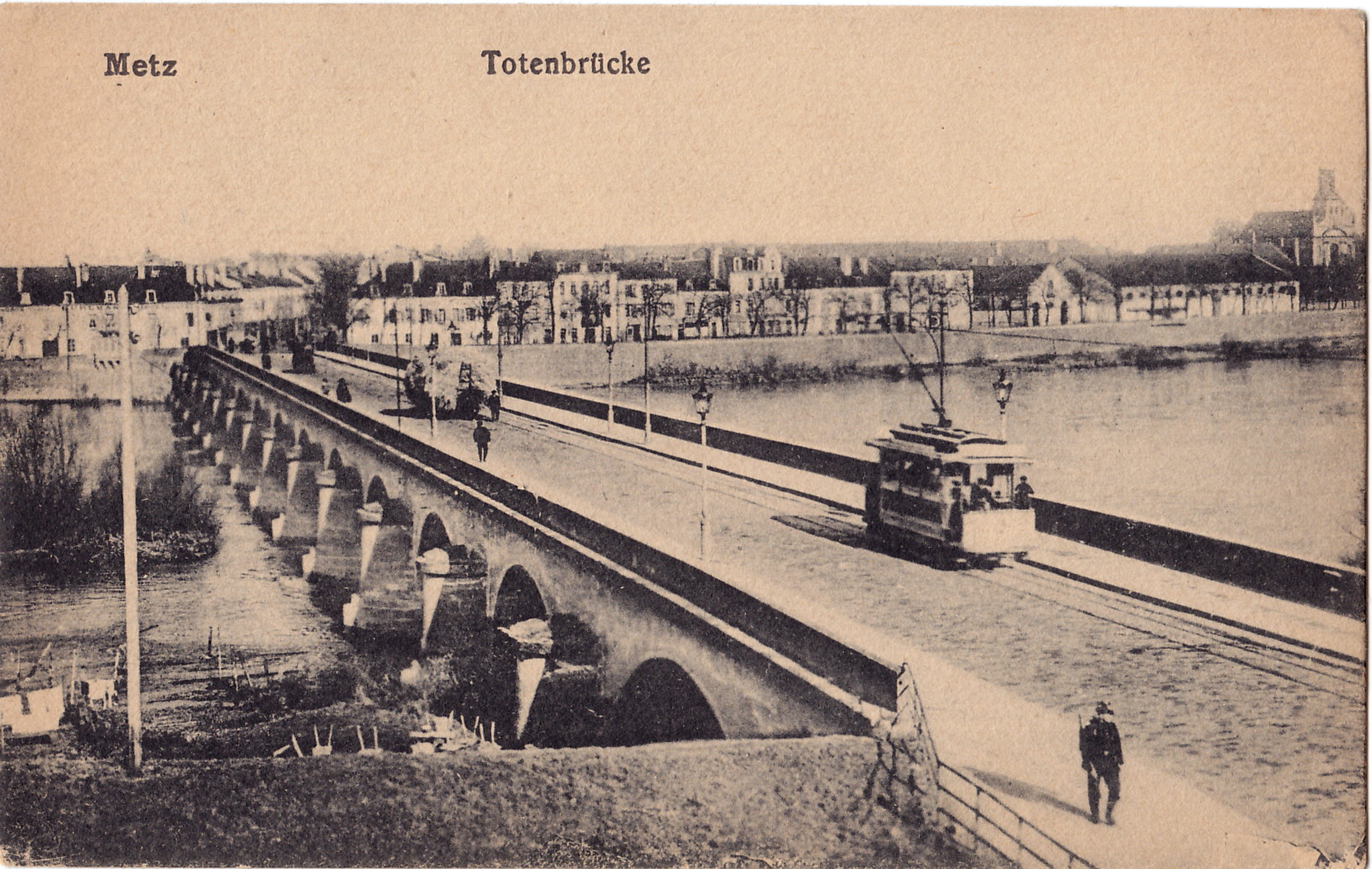
Tramway sur le grand pont des Morts, pendant l'administration allemande

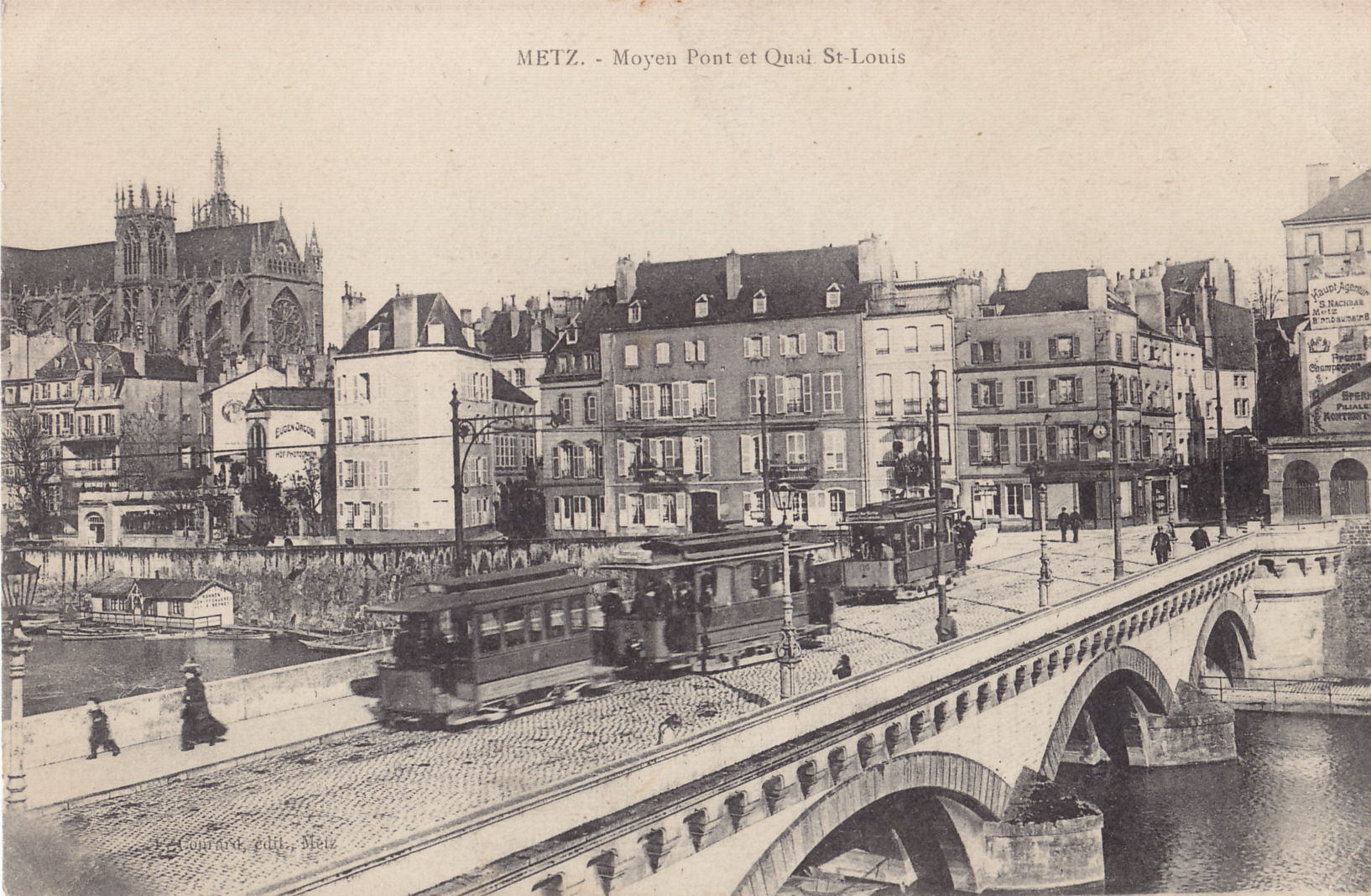
Tramways sur le Moyen pont, vers 1920.

Dans les années 1930, il comportait 9 lignes :
- ligne A : Place de la République - Montigny ;
- ligne B : Place de la République - Frescaty ;
- ligne C : Place de la République - Sablon ;
- ligne D : Place Saint-Louis - Queuleu ;
- ligne E : Place Saint-Louis - Cimetière de l'Est ;
- ligne I : Place d'Armes - Moulins ;
- ligne H : Place d'Armes - Devant-les-Ponts ;
- ligne G : Place d'Armes - Metz-Nord ;
- ligne N : Place Saint-Louis - Gare centrale.